# Ziyad Abu Tir
Ziyad Abu Tair (auch Ziad Abu-Tir; * 1973 in Abasan) ist amtsältestes Mitglied und hochrangiger Kommandant des so genannten „Islamischen Heiligen Krieges“, des militärischen Flügels der Terrororganisation Islamischer Dschihad in Palästina.
Ziyad Abu Tir wurde angeblich am 29. Dezember 2008 im Rahmen der Operation Gegossenes Blei beim Bombardement der Islamischen Universität in Gaza-Stadt durch die Israelische Luftstreitkräfte (IAF) getötet. Das schrieb die israelische Zeitung Haaretz ohne nähere Quellenangabe. Zudem starben drei weitere Mitglieder der Organisation. Die IAF hatte die Angriffe vom 28. und 29. Dezember mit der Existenz einer Bombenwerkstatt in der Universität begründet.
Diese Information ist widersprüchlich zu der Meldung von Arutz Sheva, in der es heißt, dass Ziyad Abu Tir am 29. Dezember bereits morgens bei einem Luftangriff von einer israelischen Luft-Boden-Rakete in seinem Haus in Chan Yunis im südlichen Gazastreifen beziehungsweise in einem Auto nahe dem Dorf Abbasan östlich von Chan Yunis getötet wurde. Sein Bruder, sein Neffe und zwei weitere Personen sollen dabei ebenfalls getötet worden sein.